# Progressive Democrats

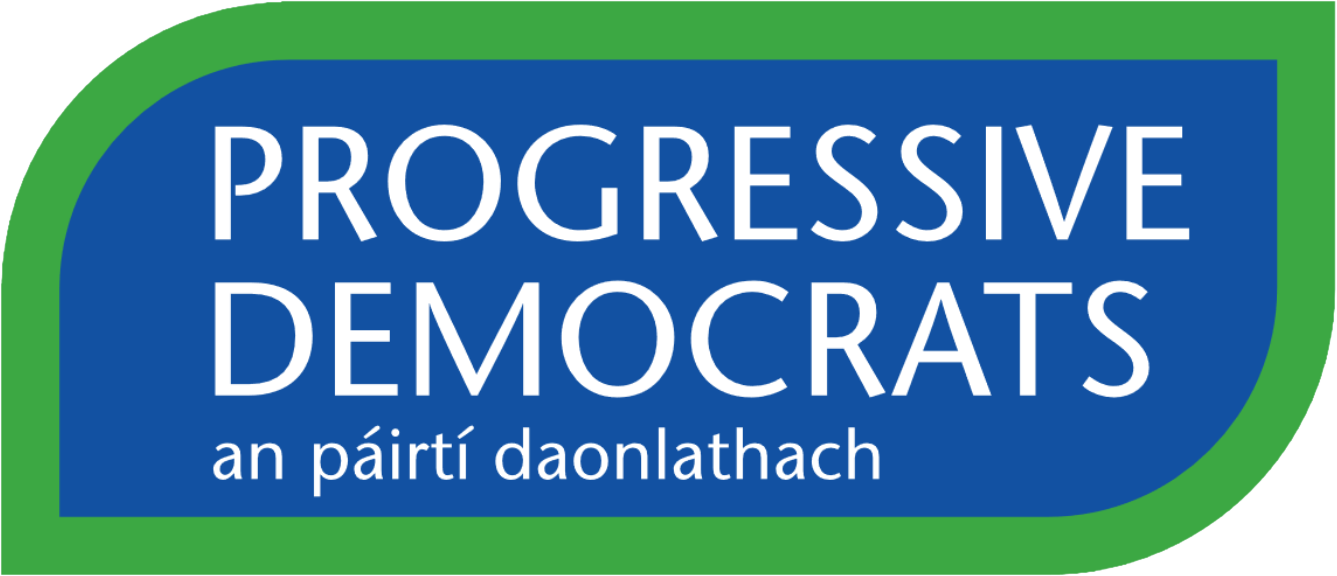

Die Progressive Democrats (PD, irisch: An Páirtí Daonlathach; wörtlich übersetzt: Die demokratische Partei) waren eine liberale Partei in der Republik Irland, die 1985 gegründet wurde. Die Progressive Democrats waren einige Jahre die viertstärkste Partei der Republik und auf europäischer Ebene Mitglied der ELDR. Nach einer Reihe von desaströsen Wahlniederlagen wurde am 8. November 2008 die Selbstauflösung der Partei beschlossen.

## Vorsitzende der Progressive Democrats
- Desmond O’Malley
- Mary Harney
- Michael McDowell
- Mary Harney
- Ciarán Cannon
- Noel Grealish

## Geschichte
Die Progressive Democrats wurde 1985 von Desmond O’Malley, einen ehemaligen Minister der Fianna-Fáil-Regierungen unter Jack Lynch und Charles J. Haughey, gegründet. O’Malley war ein erbitterter Gegner von Haughey und wurde letztendlich aus der Partei Fianna Faíl wegen „unziemlichem Benehmen“ ausgeschlossen, als er die oppositionelle Haltung der Partei in der Frage der Empfängnisverhütung nicht unterstützen wollte.
Die Gründung erfolgte zusammen mit den ehemaligen Fianna-Fáil-Mitgliedern Mary Harney, Bobby Molloy und Pearse Wyse sowie den Fine-Gael-Mitgliedern Michael Keating und Michael McDowell. Alle diese Personen empfanden den Kurs ihrer jeweiligen Partei sowohl in ökonomischer als auch in sozialer Hinsicht als nicht genügend liberal.
Bei der Wahl 1987 erreichten die Progressive Democrats das drittstärkste Ergebnis und auf Anhieb 14 Sitze (11,9 %) – ein Ergebnis, das die Partei nicht halten konnte.
Doch schon 1989, vier Jahre nach ihrer Gründung, bildeten die Progressive Democrats eine Koalitionsregierung mit Fianna Fáil. Nach dem schlechten Wahlergebnis von Fianna Fáil 1992 konnte die Koalition nicht fortgesetzt werden. Später in diesem Jahr trat O’Malley zurück und Mary Harney wurde seine Nachfolgerin – und die erste Frau, die eine der großen Parteien der Republik anführte.
Seit der Wahl 1997 bildeten die Progressive Democrats erneut eine Koalitionsregierung mit Fianna Fáil, die auch bei der Wahl 2002 bestätigt wurde. Nach Aussagen von Harney mache es für sie keinen Unterschied, mit welcher Partei man eine Koalition bilde; Hauptsache, man könne politisch etwas bewegen.
Bei der Wahl 2002 konnte die Partei ihr Ergebnis auf acht Sitze verdoppeln. Man nimmt an, dass die Partei Stimmen von Fine-Gael-Wählern erhalten habe, die eine absolute Mehrheit von Fianna Fáil verhindern wollten und denen die wirtschaftlichen Pläne von Fine Gael zu „rücksichtslos“ waren. Bei den Parlamentswahlen 2007 verloren die Progressive Democrats sechs ihrer acht Sitze, lediglich Gesundheitsministerin Mary Harney (Wahlkreis Dublin Mid West) und Noel Grealish (Wahlkreis Galway West) konnten ihre Sitze verteidigen.
Nach den Wahlen wurde die bisherige Koalition mit der Fianna Fáil um die Grünen erweitert.
Am 17. April 2008 wurde Ciarán Cannon mit 51 % der Stimmen zum neuen Vorsitzenden der PD gewählt.
Am 8. November 2008 beschloss ein außerordentlicher Parteitag mit 201 zu 160 Stimmen die Selbstauflösung der Partei, die noch aktiv an der Regierung in Irland beteiligt war.

## Leitlinien
Die Progressive Democrats verfolgten eine liberale Wirtschaftspolitik, sie unterstützten den Freihandel, niedrige Steuern und Wettbewerb unter den Unternehmen. Im Falle von Privatisierungen entschied die Partei von Fall zu Fall. Während sie die Privatisierung von Aer Lingus befürwortete (denn ohne privates Kapital sah sie für die Fluglinie keine Zukunft) blockierte sie erfolgreich die Privatisierung von Aer Rianta, denn dies hätte das Monopol dieser Gesellschaft in private Hände gelegt. Das Gefängnissystem der Republik sollte privatisiert werden, da es nicht rentabel war. Obwohl die Republik weltweit den höchsten Anteil an Aufsehern pro Gefangenem hat (fast 1:1) sind die Ausgaben für Überstunden immens. Dies ist eine Hinterlassenschaft des Nordirland-Konflikts, in dessen Verlauf den Aufsehern großzügige Arbeitsbedingungen zugesichert wurden, um den Einschüchterungsversuchen der republikanischen Paramilitärs entgegenzuwirken.
Hinsichtlich Sozialhilfe und öffentlichen Beihilfen stand die Partei auf dem Standpunkt „hilf nur denen, die sich nicht selbst helfen können“ und propagierte eine selektive Unterstützung und keine allgemeine.
Die Progressive Democrats unterstützten niedrige Lohnsteuern und niedrige Steuern im Allgemeinen, um Arbeit attraktiv zu machen. Man ist der Ansicht, dass diese Politik ein wichtiger Teil des Keltischen Tigers sei.
Dermot McAleese, Wirtschaftsprofessor des Trinity College im Ruhestand, sagte 2004, dass das Entstehen der Progressive Democrats 1985 einen positiveren Einfluss auf die Wirtschaft gehabt habe, als viele annähmen, da viele der heutigen Wirtschaftsbestimmungen Teil ihrer Politik seien.
Die Partei wurde oft als dem rechten Flügel zugehörig bezeichnet, doch fanden sich im Parteiprogramm auch diverse Ansätze, die eher links einzuordnen sind, z. B.:
- Starke Unterstützung von Entwicklungshilfe in Übersee
- 2000 Einführung von Mindestlöhnen (die zu dieser Zeit die höchsten in der EU waren)
- Unterstützung der freien Universitätswahl
- Unterstützung von generellen Vereinbarungen bezüglich Steuer, Gehalt und Arbeitsbedingungen – abgestimmt zwischen Gewerkschaften, Regierung und Arbeitgebern

Die Anführer der Progressive Democrats vertraten die Auffassung, dass die Partei nicht in ein festes rechts-links-Schema eingeordnet werden könne, da die Ideen des Liberalismus eine Mischung aus beidem beinhalteten.

## Wahlergebnisse
| Jahr | Wahl              | Stimmenanteil | Sitze  |
| ---- | ----------------- | ------------- | ------ |
| 1987 | Dáil Éireann 1987 | 11,8 %        | 14/166 |
| 1989 | Dáil Éireann 1989 | 5,5 %         | 6/166  |
| 1992 | Dáil Éireann 1992 | 4,7 %         | 10/166 |
| 1997 | Dáil Éireann 1997 | 4,7 %         | 4/166  |
| 2002 | Dáil Éireann 2002 | 4,0 %         | 8/166  |
| 2007 | Dáil Éireann 2007 | 2,7 %         | 2/166  |

## Nachweise
1. ↑  The Irish Times: “New PD leader Cannon pledges to rebuild party” (Memento des Originals vom 20. April 2008 im Internet Archive)  Info: Der Archivlink wurde automatisch eingesetzt und noch nicht geprüft. Bitte prüfe Original- und Archivlink gemäß Anleitung und entferne dann diesen Hinweis., 17. April 2008.
2. ↑  The Irish Times: “Progressive Democrats vote to wind up party”, 8. November 2008.